# 宗形智子
宗形 智子（むなかた ともこ、1942年1月2日 - ）は、日本の女優、声優。東京都大田区出身。

## 来歴
早稲田大学第一文学部国文科卒業。文学座演技研究所を卒業し、1970年に劇団昴に入団。1980年に同人舎プロダクションに所属。
その後、1993年にオフィス薫へ移籍し2009年まで所属していた。

## 人物
海外作品の吹き替えに多数出演し、後に「70～80年代の洋画吹替の世界では、10本に1本は出演しているくらいの大活躍をしていた方」と評されている。
音域はメゾソプラノ。趣味は読書。

## 出演作品

### 吹き替え

#### 映画
- 愛情物語（チキータ〈ビクトリア・ショウ〉）
- 赤毛のアン（スペンサー夫人〈ヴィヴィアン・ライス〉）※ソフト版
  - 続・赤毛のアン アンの青春（キャサリン・ブルック校長）※ソフト版
- 赤ちゃんに乾杯!（ラポン夫人〈ドミニク・ラバナン〉）※フジテレビ版
- アメリカン・ホーンティング（ルーシー・ベル〈シシー・スペイセク〉）
- アンクル・トム物語（エリザ〈フィリシア・ラシャド〉）
- 怒りの山河（ロリーン・マドックス）
- ヴァイキング（モルガナ〈ジャネット・リー〉）※TBS版
- エクスタミネーター（マリア〈ミシェル・ハーレル〉）※フジテレビ版（ソフト収録）
- エンジェル・アイズ（ミセス・ポーグ〈ソニア・ブラガ〉[6]）
- オール・ザット・ジャズ（アンジェリーク〈ジェシカ・ラング〉）※LD版
- オフサイド7（エレアナ〈クラウディア・カルディナーレ〉）
- 喝采の陰で（グローリア・トラヴァリアン〈チューズデイ・ウェルド〉）
- カルカルオブプログレス
- 機械じかけのピアノのための未完成の戯曲（ソフィア）※ビデオ版
- 騎兵隊（ハンナ・ハンター〈コンスタンス・タワーズ〉）※TBS新録版
- キャロラインはだれ?（グレース〈パメラ・リード〉）
- ギャング・オブ・UK（コナー）
- ギルバート・グレイプ（ベティ・カーヴァー〈メアリー・スティーンバージェン〉）
- キングコング（ドワン〈ジェシカ・ラング〉）テレビ朝日旧版（BD収録）
- サーティーン あの頃欲しかった愛のこと（シンシア〈シンシア・エッティンガー〉）
- サイレント・パートナー（エレイン〈セリーヌ・ロメス〉）※フジテレビ版（ソフト収録）
- サウス・キャロライナ/愛と追憶の彼方（サリー・ウィンゴ〈ブライス・ダナー〉）
- 殺人魚フライングキラー（アン・キンブロー〈トリシア・オニール〉）※日本テレビ版
- ザ・フォッグ（エリザベス・ソリー〈ジェイミー・リー・カーティス〉）※テレビ東京版（ソフト収録）
- シャーロック・ホームズの素敵な挑戦（メアリー・モースタン・ワトソン〈サマンサ・エッガー〉）
- ジャンヌ・ダーク（ジャンヌ・ダーク〈イングリッド・バーグマン〉）※日本テレビ版
- ジャンボ・墜落/ザ・サバイバー（ホッブス〈ジェニー・アガター〉）
- 13日の金曜日 PART8 ジェイソンN.Y.へ（コリーン・ヴァン・デューゼン）※フジテレビ版
- スカーレット&ブラック（フランチェスカ・ロンバルド）
- スペースインベーダー（エレン・ガードナー〈ラレイン・ニューマン〉）
- 大空港（ターニャ・リヴィングストン〈ジーン・セバーグ〉）※日本テレビ新版
- 旅する女/シャーリー・バレンタイン（マージョリー・メジャース）
- 007 サンダーボール作戦（ドミノ〈クローディーヌ・オージェ〉）※TBS版
- 007 ムーンレイカー（コリン・ダフォー〈コリンヌ・クレリー〉）※TBS版
- 地中海殺人事件（クリスティン・レッドファーン〈ジェーン・バーキン〉）
- チャイルド・プレイ2（ジョアン・シンプソン〈ジェニー・アガター〉）
- ディアボリーク 悪魔の刻印（マリア・カラス）
- デス・ハント（ヴァネッサ・マクブライド〈アンジー・ディキンソン〉）
- デッドリー・フレンド（ジーニー・コンウェイ）
- デビルズ・ゾーン（モリー〈ジョスリン・ジョーンズ〉[7]）※テレビ東京版（BD収録）
- ドラキュラ（ミーナ・ヴァン・ヘルシング）※テレビ朝日版（ソフト収録）
- 砦の29人（エレン・グレンジ〈ビビ・アンデショーン〉）※TBS版
- ナイル殺人事件 (1978年の映画)（ルイーズ・ブルジェ〈ジェーン・バーキン〉）
- ナポリと女と泥棒たち（マギー〈センタ・バーガー〉）※テレビ東京版
- ねらわれた宝石（ディナ〈バーバラ・イーデン〉）
- 花嫁のパパ（ニーナ・バンクス〈ダイアン・キートン〉）
- 花嫁のパパ2（ニーナ・バンクス〈ダイアン・キートン〉）
- はるかなるドーバー（カバナ夫人〈スーザン・ウイルドリッジ〉）
- フラッシュバック（マギー〈キャロル・ケイン〉）
- ベートーベン（アリス・ニュートン〈ボニー・ハント〉）※ソフト版
- ベートーベン2（アリス・ニュートン〈ボニー・ハント〉）※ソフト版
- ポストマン
- マッドマックス（ジェシー）
- 見えない恐怖（サラ〈ミア・ファロー〉）
- ミシシッピー・バーニング（ペル夫人〈フランシス・マクドーマンド〉）※ソフト版
- 未来世界（トレイシー・バラード〈ブライス・ダナー〉）※日本テレビ版
- 名犬ラッシー/ラッシーの“愛こそすべて”（イービー・ウェイド〈ボニータ・グランヴィル〉）
- 女鹿（ホワイ〈ジャクリーヌ・ササール〉）
- メッセンジャー・オブ・デス（ジャストラ・ワトソン〈トリッシュ・ヴァン・ディヴァー〉）
- 夕映え（ジュディス・ファロー〈ジュリー・アンドリュース〉）
- 溶解人間（ジュディ・ネルソン〈アン・スウィーニー〉）※TBS版（BD収録）
- ルートヴィヒ（コジマ・フォン・ビューロー〈シルヴァーナ・マンガーノ〉）※関西テレビ版（BD収録）
- レディホーク（イザボー・ド・アンジュー〈ミシェル・ファイファー〉）※TBS版
- ローズ（サラ・ウィリンハム〈サンドラ・マッケイブ〉）※TBS版（ソフト収録）

#### ドラマ
- アンドロメダ
- インディ・ジョーンズ/若き日の大冒険（ヘレーネ）
- 騎馬警官
- 刑事コロンボシリーズ
  - 刑事コロンボ 攻撃命令（ジョアン・ニコルズ〈キム・キャトラル〉）
  - 新・刑事コロンボ 迷子の兵隊（ジェニー・パジェット〈ジャネット・アイルバー〉）
- コスビー・ショー（クレア）
- こちらブルームーン探偵社（クレア）
- シャーロック・ホームズの冒険
  - 海軍条約事件（アニー・ハリソン）
  - ボール箱（セーラ・クッシング）
- 主任警部モース オックスフォード運河の殺人（ミリー・ヴァン・ビューレン博士）
- 新・弁護士ペリー・メイスン
- スピン・シティ
- ダイナスティ（クヮーディア・ブレーズデル〈パメラ・ベルウッド〉）
- ダナ&ルー リッテンハウス女性クリニック
- 探偵キャノン「流血のワイン」（メグ〈キャスリン・ジャスティス〉）
- 特攻野郎Aチーム
- ナイトライダー
  - シーズン1 #1（マギー〈パメラ・スーザン・シュープ〉）
  - シーズン3 #8（エバ〈アーリッカ・ウェルズ〉）
  - シーズン3 #11（ジョーン・キーヘイ〈ビベカ・パーカー〉）
  - シーズン3 #20（タイラー・ジャストロー〈キャサリン・バウマン〉）
- ナルニア国物語（ビーバーの奥さん）
- バフィー 〜恋する十字架〜（セミレギュラー）
- ペイトンプレイス物語（アリスン・マッケンジー〈ミア・ファロー〉）
- 炎のエマ（オリビア〈ゲイル・ハニカット〉）
- レジェンド・オブ・アロー（マリアン〈ハンナ・クレスウェル〉）※ソフト版

### テレビアニメ
1979年
- ベルサイユのばら（1979年 - 1980年）
- まんが日本絵巻

1980年
- 鉄腕アトム (アニメ第2作)（ロザリー）

1981年
- おはよう!スパンク
- ブレーメン4 地獄の中の天使たち（トリオの母）

1983年
- スペースコブラ

1984年
- うる星やつら
- 機甲界ガリアン（ババ）
- ふしぎなコアラブリンキー（ママ）
- ルパン三世 PARTIII

1985年
- 星銃士ビスマルク（クリステル）
- 炎のアルペンローゼ ジュディ&ランディ（エレーヌ・ブレンデル）

1986年
- 青春アニメ全集（れん）

1987年
- アニメ三銃士（シュブルーズ）

1988年
- 小公子セディ（アニー・エロル）

1989年
- 青いブリンク（母馬）
- ジャングル大帝（母）
- ジャングルブック・少年モーグリ（モーグリの母）

1991年
- アニメひみつの花園（ナレーション）

1992年
- おやゆび姫物語（エンゼラー）

1995年
- BLUE SEED（千草）

2005年
- ガラスの仮面（北島春）

2007年
- エル・カザド（修道院長）

### 劇場アニメ
- 走れ!白いオオカミ（1990年、エミリー）
- 蒼い記憶 満蒙開拓と少年たち（1993年、吉崎千代）

### OVA
1991年
- ロードス島戦記（ニース）

1992年
- 絶愛-1989-（拓人の母）

1996年
- BRONZE ZETSUAI since 1989（拓人の母）

## テレビドラマ
- 花と果実
- 仮面ライダー (スカイライダー)